# Zavodske, Velîka Pîsarivka
Zavodske (în ucraineană Заводське) este un sat în așezarea urbană Kîrîkivka din raionul Velîka Pîsarivka, regiunea Sumî, Ucraina.

## Demografie
Componența lingvistică a localității Zavodske
     Ucraineană (88,14%)
     Rusă (11,86%)
Conform recensământului din 2001, majoritatea populației localității Zavodske era vorbitoare de ucraineană (88,14%), existând în minoritate și vorbitori de rusă (11,86%).